# Chelostoma minutum
Chelostoma minutum är en biart som beskrevs av Crawford 1916. Chelostoma minutum ingår i släktet blomsovarbin, och familjen buksamlarbin. Inga underarter finns listade i Catalogue of Life.